# Firedrake Lake
Firedrake Lake är en sjö i Kanada.   Den ligger i territoriet Northwest Territories, i den centrala delen av landet, 2 600 km nordväst om huvudstaden Ottawa. Firedrake Lake ligger 362 meter över havet. Arean är 259 kvadratkilometer. Den sträcker sig 46,5 kilometer i nord-sydlig riktning, och 37,2 kilometer i öst-västlig riktning.
Trakten runt Firedrake Lake är nära nog obefolkad, med mindre än två invånare per kvadratkilometer.